# Gijsbert I van Rode
Gijsbert I van Rode was heer van Rode rond 1130 en telg uit het adellijke geslacht Van Rode. Hij was de zoon van Arnold II van Rode. Hij kreeg enkele kinderen, waaronder:
- Arnold III van Rode, heer van Rode.
- Godfried van Rode, kanunnik en auteur van de vita van de Heilige Oda van Brabant.